# Air Busan
Air Busan Co., Ltd. è una compagnia aerea a basso costo sudcoreana che venne fondata nel 2007 con il nome di Busan International Airlines Company, e cominciò il servizio di volo nell'ottobre del 2008.

## Storia
La compagnia aerea è nata a seguito di un accordo di investimento tra la città di Pusan e Asiana Airlines. Nell'aprile 2008 la compagnia ha ordinato cinque Boeing 737 e due mesi dopo, alla società è stata concessa una licenza per il trasporto aereo regolare. Nell'ottobre 2008, sono state stabilite basi presso l'aeroporto di Gimpo e l'aeroporto internazionale di Jeju e la compagnia aerea ha iniziato le operazioni tra Pusan e Gimpo.
Nell'aprile 2009, la compagnia aerea ha preso in consegna il suo quinto Boeing 737-400. Ad agosto di quell'anno, Air Busan aveva compiuto 10.000 voli nei 299 giorni dall'inizio delle operazioni. Nel settembre 2009, il numero di passeggeri trasportati ha raggiunto 1 milione di persone. I servizi internazionali, tra Pusan e Fukuoka, sono iniziati nel marzo 2010 e ad aprile il numero di passeggeri trasportati ha raggiunto i 2 milioni. Nel gennaio 2011 Air Busan ha preso in consegna il suo primo aeromobile Airbus A321-200.
Air Busan è stata la terza compagnia aerea a basso costo della Corea del Sud, con 4,5 milioni di passeggeri nazionali e 3,6 milioni di passeggeri internazionali nel 2018. Air Busan ha aumentato il traffico passeggeri internazionale del 122% negli ultimi tre anni, mentre il traffico nazionale è cresciuto del 38%.

## Amministrazione
Air Busan è una controllata di Asiana Airlines, che detiene il 46% del capitale della compagnia aerea. La sua sede si trova nella capitale Seul e l'amministratore delegato è TaeKeun Han.

## Destinazioni
Air Busan opera voli nel sud-est asiatico, Cina, Corea del Sud e Giappone.

### Accordi commerciali
Al 2021, Air Busan ha accordi di code-share con le seguenti compagnie:
- Asiana Airlines

## Flotta

### Flotta attuale

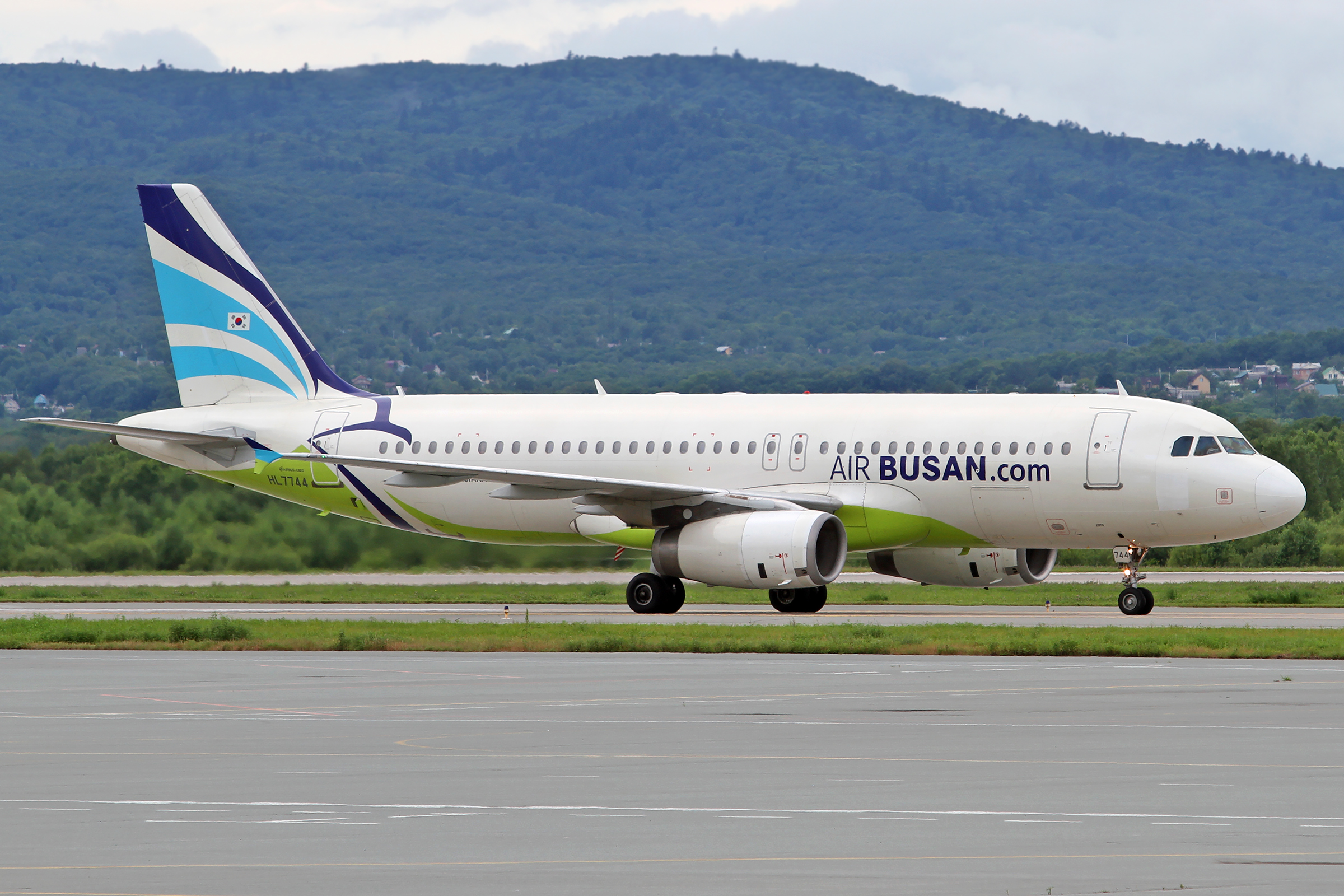
Un Airbus A320-200.

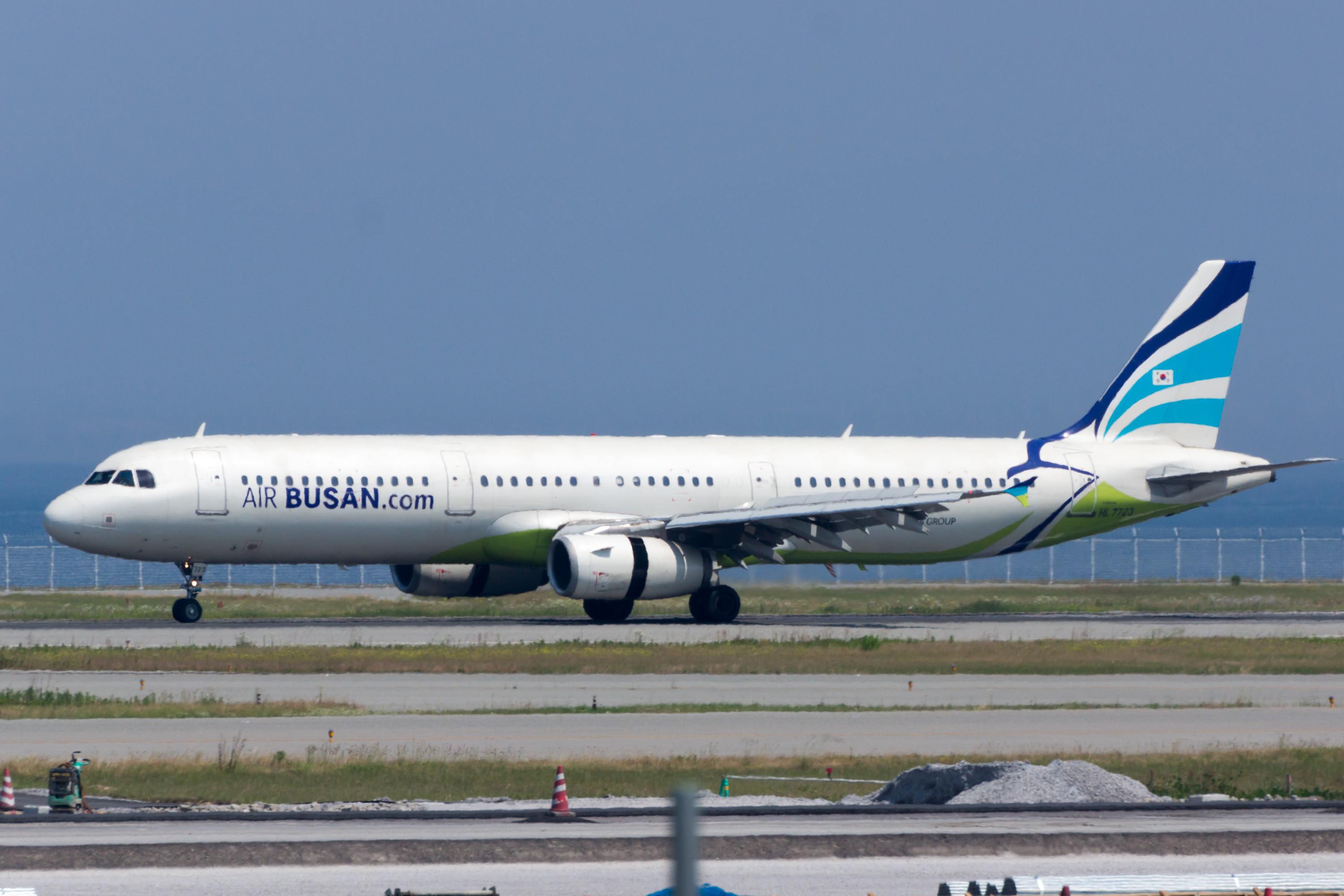
Un Airbus A321-200.

Ad agosto 2024 la flotta di Air Busan è così composta:

### Flotta storica

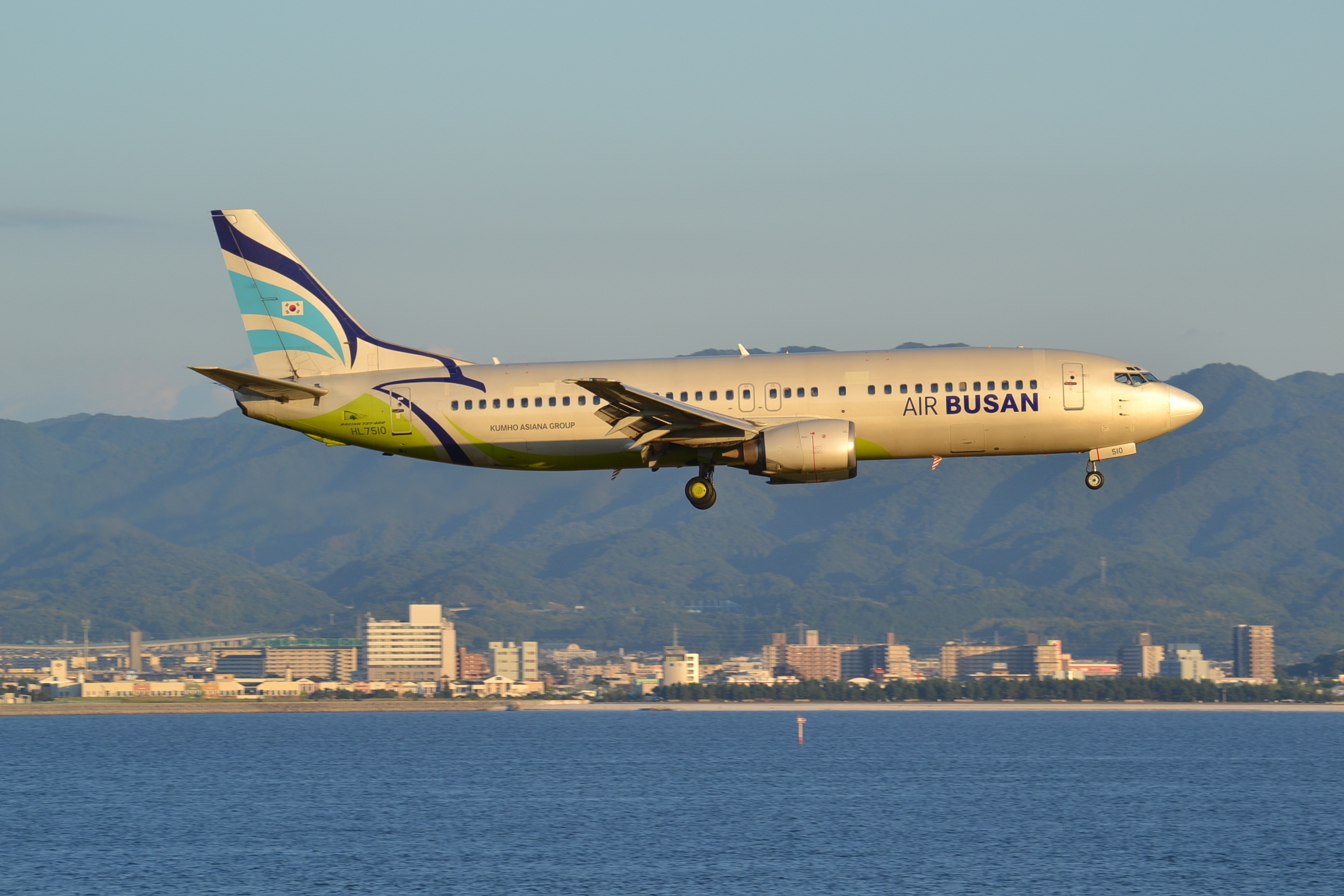
Uno degli ex Boeing 737-400 nel 2013.

Air Busan operava in precedenza con i seguenti aeromobili: